# Tersine hirondelle
Tersina viridis
Genre
Espèce
Statut de conservation UICN

 LC  : Préoccupation mineure
La Tersine hirondelle (Tersina viridis), également appelée tersine à face noire, est une espèce d'oiseaux de la famille des Thraupidae, la seule du genre Tersina.

## Description

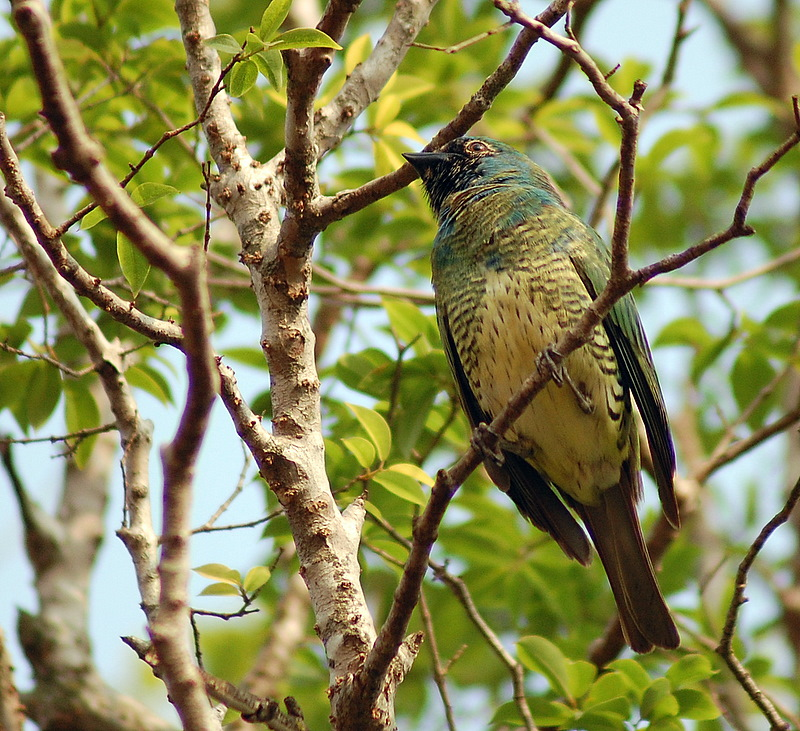
femelle

La Tersine est une petite espèce, d’environ 14 cm de long. Le dimorphisme sexuel est marqué : le mâle est bleu céleste avec un masque noir descendant sur la gorge, le ventre est blanc et les flancs barrés de noir. La femelle est vert vif sur le dos avec le ventre jaune-vert et les flancs également barrés. 

## Comportement
Comportement très différent de celui des espèces apparentées : se perche en position dressée, souvent sur des branches exposées ou au sommet des arbres, et effectue de courtes envolées pour capturer les insectes comme un moucherolle. S’observe généralement en couples ou en petits groupes lâches. Fréquente les lisières forestières, les clairières et les jardins.

## Répartition et sous-espèces
Selon la classification de référence du Congrès ornithologique international (14.2, 2024) :
- T. v. grisescens Griscom, 1929 — sierra Nevada de Santa Marta
- T. v. occidentalis Sclater, 1855 — de la région du Darién au plateau des Guyanes et la Bolivie
- T. v. viridis  (Illiger, 1811 — Brésil, sud-est de la Bolivie, Paraguay et Selva Misionera

## Habitat
Cette espèce est répandu dans les basses terres et sur les contreforts montagneux jusqu’à 1 800 m d’altitude. Forêt : humide de plaine ; Zones artificielles terrestres : ancienne forêt.